# 比爾峰 (代沃呂山脈)
44°37′37″N 5°56′06″E / 44.62694°N 5.93500°E

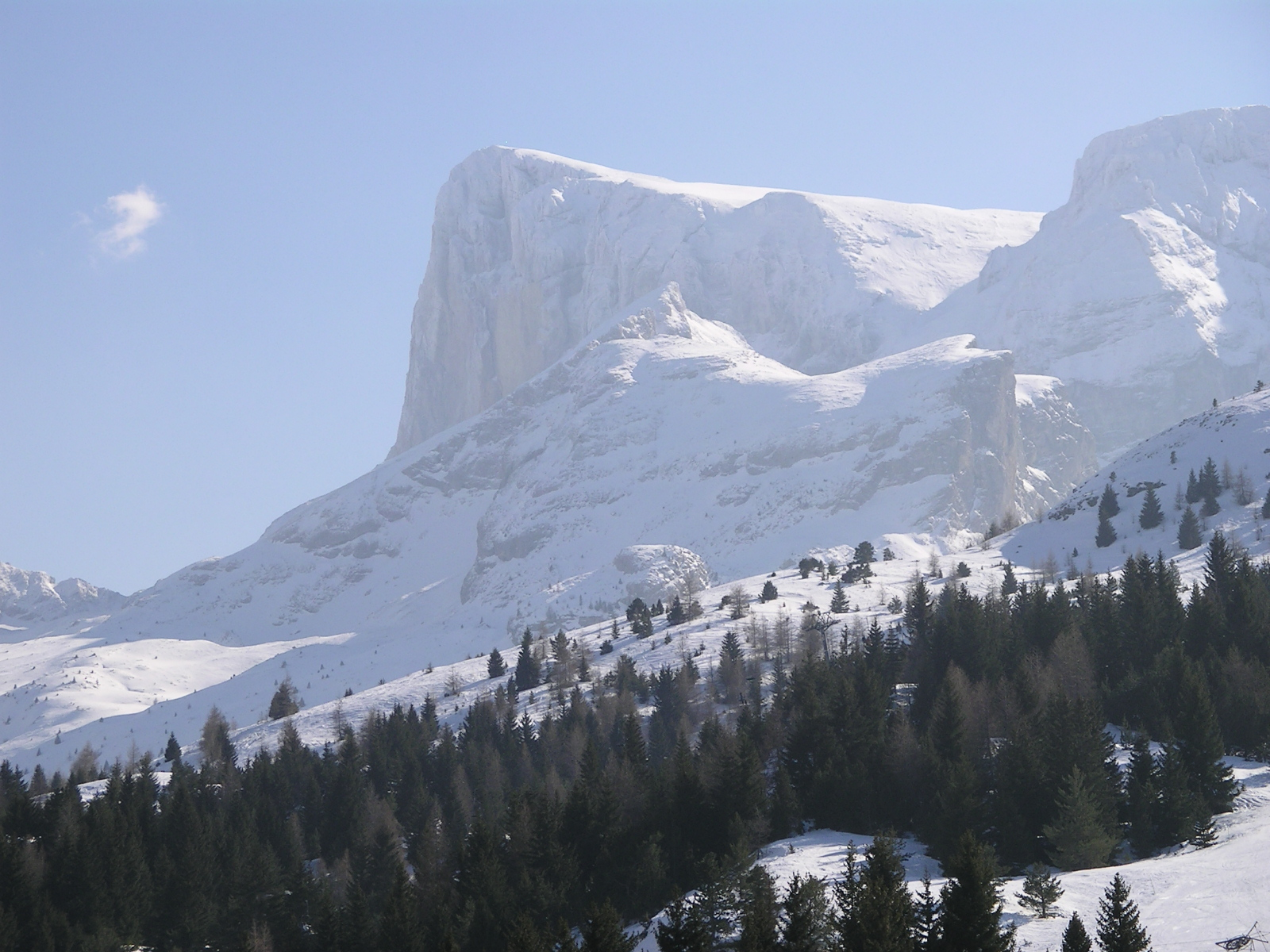

比爾峰（法語：Pic de Bure），是法國的山峰，位於該國東南部，由普羅旺斯-阿爾卑斯-蔚藍海岸大區負責管轄，屬於代沃呂山脈的一部分，海拔高度2,709米，每年平均降雨量1,393毫米。